# Pez fósil

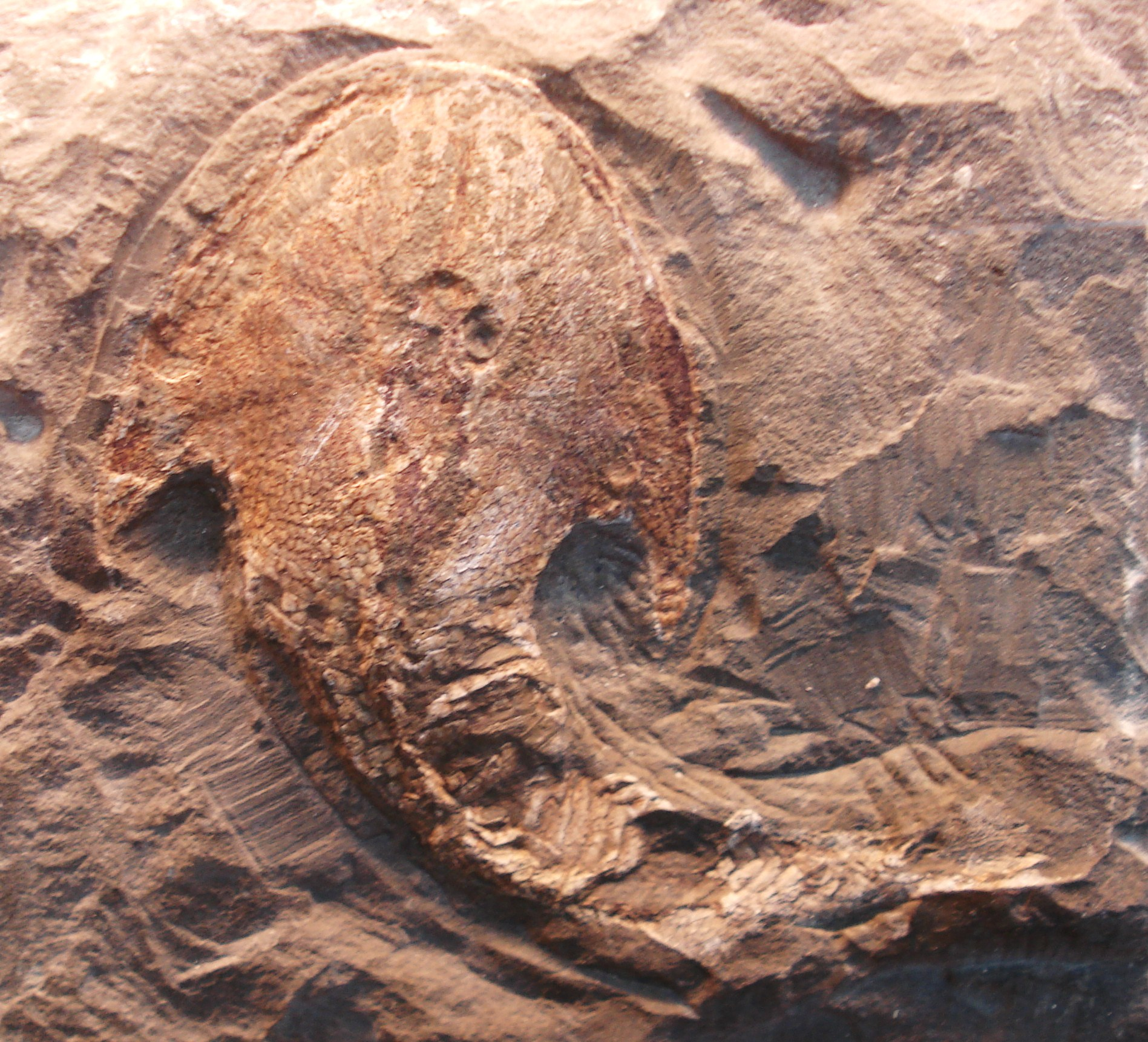
Fósil de Hemicyclaspis murchisoni.

Los fósiles de peces aparecen en el registro en el Cámbrico superior u Ordovícico inferior. Sin embargo, debido a que los peces predominantes en el Paleozoico son de esqueleto cartilaginoso, su fosilización es complicada y, por tanto, muestran un estado de conservación en el que no es fácil observar detalles anatómicos. La ciencia encargada de su estudio es la paleoictiología.

## Características
Los restos fósiles de peces pueden corresponder a ejemplares completos o a restos aislados como escamas, dientes, otolitos, etc.
Comparando con los demás vertebrados los peces no son la mejor representación de los fósiles, ya que la parte del cuerpo que se fosiliza corresponde con el esqueleto interno, y aunque la mayoría (peces vivientes y terciarios) forman parte de los Teleósteos que presentan el esqueleto osificado, una gran cantidad de los que se dieron en las eras paleozoica y mesozoica, lo tenían cartilagíneo, lo que supuso una fosilización complicada, por lo que  las producciones duras de la piel (escudetes y escamas) son los elementos conservados, sobre todo cuando forman un verdadero esqueleto externo.
Hay peces de gran esqueleto externo, como los peces acorazados y los ganoideos, de los que se conservan más producciones dérmicas, y otros extinguidos de los que sólo quedan pequeñas producciones duras cutáneas o los dientes, como ocurre con los selacios.

### Escamas
Para facilitar la clasificación hay que diferenciar tres tipos de escamas:
- Escamas placoideas. Propia de selacios como las rayas y tiburones. Se trata de unos corpúsculos de dureza ósea, que en ocasiones estaban muy juntos, y protegían el cuerpo del animal con una corteza de huesos dérmicos, que facilitó la fosilización al estar formados en gran parte por fosfato cálcico.

- Escamas ganoideas. Propias de los ganoideos, su forma es rómbica y su disposición imbricada. Son brillantes y duras y aparecen sueltas o reunidas entre los sedimentos. Permiten conservar la forma externa del pez, por ejemplo, en los Palaeoniscus del Pérmico.

- Escamas cicloideas. Son las propias de los peces más abundantes y conocidos, los teleósteos, que poseen esqueleto interno óseo. Las escamas son laminillas redondeadas, delgadas, elásticas, con estrías radiantes y concéntricas de crecimiento. Estas escamas no se suelen conservar, al no fosilizar bien. Por ese motivo, mientras que en los ganoideos la superficie externa y el contorno es lo más conservado, en los teleósteos lo es el esqueleto interno.

### Dientes
Los dientes de los peces poseen gran variedad de formas y situación. Su estructura es semejante a las escamas placoideas, por lo que se clasifican como producciones dérmicas de la mucosa bucal. En pocas ocasiones presentan raíz en el alvéolo, como ocurre con los mamíferos y reptiles.
En cuanto a la forma se muestran son diversas, en forma de gancho, en forma hemisférica, de habichuela etc., o placas unidas en un conjunto como un mosaico. En el terciario marino se dan dientes de tiburones y otros escualos que son triangulares, comprimidos y cortantes.

## Evolución
Los primeros restos fósiles de peces aparecen en sedimentos del Cámbrico superior o del Ordovícico inferior. Hasta el Silúrico predominaban los agnatos, pero a partir del período Silúrico aumentó la diversidad de gnatostomados. En este terreno y más aún en el Carbonífero y en el Pérmico, los ganoideos son abundantes, pero muestran esqueleto cartilaginoso.
Al comienzo del Mesozoico se produce una renovación de la fauna ictiológica. Se siguen desarrollando los ganoideos y selacios, pero surgen peces con esqueleto interno óseo, los primeros teleósteos, que durante el Mesozoico van sustituyendo más a los ganoideos. Este reemplazo es considerable en el Cretácico superior y en los primeros periodos del Cenozoico (Eoceno). Esta fauna es parecida a la actual.
A nivel evolutivo, vemos la persistencia de numerosas formas desde que aparecieron hasta la actualidad.
En 1938 unos pescadores capturaron un pez en la costa sudeste de África de extrañas características. Los científicos encontraron semejanzas entre este pez con aletas en forma de patas (Latimeria) y los celacantos, peces solo conocidos por fósiles, llegando a la conclusión de que los celacantos no se habían extinguido. Latimeria vive en aguas muy profundas del océano Índico.

## Grupos de peces en el registro fósil
Hay que distinguir varios grupos para su estudio:

### Placodermos

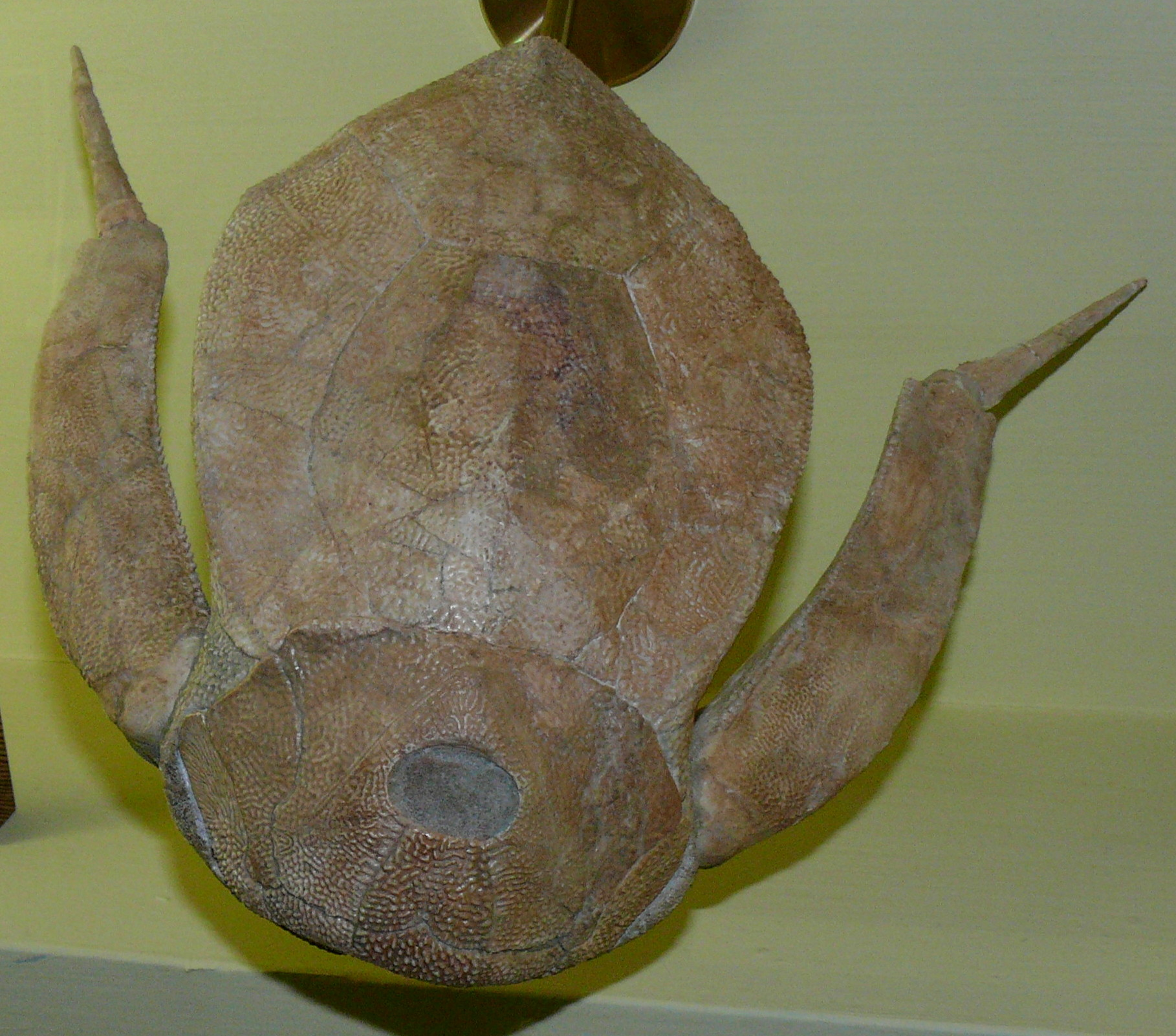
Fósil de Bothriolepis panderi

Son peces acorazados que poseen un esqueleto interno cartilaginoso y el cuerpo cubierto por placas óseas. Se llaman acorazados por las grandes piezas que poseen a modo de escudo articuladas que forman una armadura resistente. Estos peces se dan únicamente en el Paleozoico (los más antiguos del Silúrico superior de Inglaterra y Bohemia), y los yacimientos más importantes se localizan en la arenisca roja del Devónico de Escocia, Rusia y América del Norte.
Los placodermos, debido a su forma extraña, fueron confundidos al principio con escarabajos acuáticos gigantescos, crustáceos etc. Entre los géneros más importantes destacan Pteraspis, Cephalaspis, Pterichthys, Asterolepis y Coccosteus.

### Elasmobranquios
Cuentan con un esqueleto cartilaginoso y pequeñas escamas en la piel (placoideas). En algunos casos muestran principios de osificación, cola heterocerca, piel con granulaciones óseas. Hay que distinguir tres grupos: los acantódidos, los proselacios (exclusivamente fósiles) y los selacios con especies tanto extintas como vivientes.
El género tipo, Acanthodus abunda en la arenisca roja del Devónico, en el Carbonífero y en las pizarras bituminosas del Pérmico. Los proselacios son exclusivos de la era paleozoica. El género Pleuracanthus es el más característico.
El origen de los selacios se encuentra en el Paleozoico inferior. Dentro de los selacios extintos hay dos grandes grupos: los escualoides, con cuerpo alargado como los tiburones, y los batoideos, con un cuerpo más aplastado como las rayas. En los depósitos costeros del Cenozoico marino, como en la caliza del Mioceno de la base de Sierra Morena y de Levante, son muy frecuentes los dientes de tiburones, que eran muy abundantes en aquella época. Se han encontrado placas dentarias de algunos peces como las rayas fósiles, las de Myliobatis del Mioceno de Mallorca y Cataluña. 

### Teleostomas
Son peces con un esqueleto interno parcial o completamente osificado , escamas ganoideas o cicloideas y tienen una sola abertura branquial. Incluyen cuatro grupos, pero ninguno es exclusivamente fósil: 
- Crosopterigios. El género Osteolepis es conocido desde el Devónico.

- Dipnoos. El género Dipterus es propio de la arenisca roja devónica de Escocia, los Ceratodus son abundantes en el Triásico y Jurásico.

- Ganoideos. El género Palaeoniscus es característico del Pérmico (Paleozoico) y los Lepidotus destacan en el Jurásico superior (Mesozoico).

- Teleósteos. Existen yacimientos en España en Lorca (Murcia) del Mioceno marino y en los Aljezares (Teruel) del Mioceno continental, con muchos ejemplares de la especie Leuciscus. Es única en España la paleofauna de peces del Jurásico de Santa María de Meyá (Lérida).[4]